# Bois-Himont
Bois-Himont är en kommun i departementet Seine-Maritime i regionen Normandie i norra Frankrike. Kommunen ligger i kantonen Yvetot som tillhör arrondissementet Rouen. År 2022 hade Bois-Himont 447 invånare.

## Befolkningsutveckling
Antalet invånare i kommunen Bois-Himont
| Referens: INSEE |